# Monumento natural Cueva Tsutskhvati
El monumento natural cueva Tsutskhvati (en georgiano: ცუცხვათის მღვიმე) es una cueva kárstica cerca de la aldea Tsutskhvati en el municipio de Tkibuli, región de Imericia, Georgia. La cueva es localmente conocida como Maghara (en georgiano: მაღარა) y se encuentra en la cresta Okriba-Argveti, al sur del río Shalataghele en la garganta del río Chishura a 320 metros sobre el nivel del mar.

## Morfología
Tallada por el flujo de agua subterránea en una piedra caliza en el macizo kárstico de Okriba la cueva consta de 13 niveles. La planta baja desde la parte inferior está detrás de un estrecho agujero intransitable para los humanos. Durante todo el año, un pequeño arroyo fluye hacia esta estrecha abertura. El segundo piso, considerado a la altura principal de la cueva, se caracteriza por un enorme túnel natural (longitud - 200 m, ancho - 10–30 m, altura 10–28 m). El agua fluye hasta ahí solo durante las crecidas del río Shalataghele. Se pueden apreciar en este espacio pequeños manantiales, lagos y fragmentos de calcita. A esta parte de la cueva se accedió en tiempos prehistóricos. Los restos de una antigua estructura de culto, unos arcos artificiales, se encuentran en el techo de la cueva. Desde el cuarto piso en adelante las cuevas están secas, sin presencia de agua en los tiempos modernos. Allí se ubican yacimientos arqueológicos que datan desde el Paleolítico medio hasta la Edad del Bronce y época histórica. Se encontraron hasta cuarenta especies de huesos de animales. De particular interés es La Cueva de Bronce, en el quinto nivel y con una capacidad total de 12 a 13 metros. Los hallazgos en esta cueva reflejan el cambio climático durante los últimos 140.000 años. Otra cueva notable es la llamada Cueva Superior en el undécimo piso. Aquí se encontraron objetos de culto primitivos: huesos y dientes especialmente dispuestos de animales sacrificados. Finalmente, hay tres cuevas profundamente excavadas en piedra con rejas y tanques entre los niveles séptimo a noveno, que muestran signos de fortificación durante la era del feudalismo georgiano. Hay muros de piedra bien conservados, escaleras y cántaros. Está poblada por una gran colonia de murciélagos. Debido a sus antigüedades arqueológicas y su morfología de varios niveles, la cueva Tsutskhvati es considerada una de las primeras cuevas únicas del mundo.

## Fauna
Entre las especies que habitan la cueva están: Laemostenus, Mesogastrura, Pygmarrhopalites, Heteromurus, Plutomurus y Amerobelba.

## Sitio arqueológico
La cueva Tsutskhvati es sitio de trabajos arqueológicos y tiene el estatus de área protegida de Georgia. Los estudios arqueológicos se realizaron desde la década de 1970, cuando el Museo Estatal de Historia de Georgia y el Instituto de Paleobiología llevaron a cabo trabajos conjuntos en el sitio.
Los arqueólogos han encontrado e identificado artefactos de asentamientos neandertales que datan de hace 50.000 años. Según el Museo Nacional de Georgia, se confirmó que algunos artículos descubiertos pertenecían a una era neandertal y otros se atribuyeron al Homo sapiens. Se ha confirmado que el diente de un niño encontrado en excavaciones anteriores se remonta a unos 50.000 años en el período histórico del Paleolítico superior. Un nuevo hallazgo de la presencia de Homo sapiens en el mismo lugar ha sido asignado al período entre hace 80.000-12.000 años.
Los trabajos actuales se iniciaron en 2017 por una expedición internacional con el apoyo de la Fundación Nacional de Ciencias Shota Rustaveli, en el marco del proyecto titulado Neandertales en el Cáucaso Sur. El equipo incluye arqueólogos de Georgia, Francia y Estados Unidos, así como unos 50 estudiantes locales.